# Smash It Up
"Smash It Up" är också en namnet på en låt med The (International) Noise Conspiracy.
Smash It Up är en singel av det engelska punkrockbandet The Damned. Singeln blev bannlyst från radiokanalen BBC Radio 1 på grund av sin något anarkistiska text. "Smash It Up" kan även höras i spelet Driver: Parallel Lines, där den finns med som en singel från 1978-eran.

## Låtlista
Alla låtar är skrivna och komponerade av The Damned, om inte annat anges. 
| Nr | Titel       | Längd |
| -- | ----------- | ----- |
| 1. | Smash It Up | 2:52  |
| 2. | Burglar     | 3:33  |

| 1. | Smash It Up            | 2:52 |
| 2. | Burglar                | 3:33 |
| 3. | Smash It Up: Parts 1-4 | 8:43 |

## Coverversioner

### Die Toten Hosen
Det tyska punkrockbandet Die Toten Hosen gjorde en cover av "Smash It Up", som kom med på deras album Learning English, Lesson 1 från 1991.

### The Offspring
1995 valde det amerikanska punkrockbandet The Offspring att spela in en coverversion av "Smash It Up" för filmen Batman Forever. Låten släpptes både på filmens soundtrack och som en singel. Senare släpptes låten även på "All I Want"-singeln, "The Meaning of Life"-singeln (som live-version) och på bandets Club Me EP. Enligt rykten krävde bandet 250 000 dollar för att spela in coverversionen av låten. Noodles har sagt att The Damneds version av låten var poppig och han ansåg att The Offsprings version var mer slagkraftig.